# 沈石溪
沈石溪（1952年10月—），本名沈一鸣，生于上海，祖籍浙江慈溪。现为中國共產黨党员，职称文学创作2级，任中国儿童文学委员会委员、云南省作家协会副主席，专业作家。

## 生平
1969年初中毕业赴西双版纳傣族自治州插队，插队期间学会捉鱼、盖房、犁田、栽秧，积累了野外生活的经验。曾当过水电站民工、山村教师，在云南边疆生活了18年。1975年应征入伍，担任过宣传股长。1984年考入中国人民解放军艺术学院（今中国人民解放军国防大学军事文化学院）文学系。1992年调任成都军区创作室。80年代开始从事文学创作，他的第一篇动物小说是《象群出没的山谷》，发表于1980年的《儿童文学》杂志。现在他已经出版500多万字的作品。1997年江苏少年儿童出版社与沈石溪签约，并出版了囊括沈石溪前期所有动物小说的《中国动物小说大王沈石溪文集》十卷本。
《第七隻猎犬》《一只猎雕的遭遇》《红奶羊》等连续三届获“中国作家协会儿童文学优秀作品奖”
- 《退役军犬黄狐》获“1987年上海园丁奖”
- 《一只猎雕的遭遇》获中国作家协会第二届1986~1991全国儿童文学优秀作品奖
- 《天命》获1992年海峡两岸少年小说,童话征文佳作奖
- 《圣火》获“1990年世界儿童文学和平友谊奖”
- 《狼王梦》获“第二届全国优秀少儿读物一等奖”和“台湾第四届杨唤儿童文学奖”
- 《斑羚飞渡》获人民文学出版社首届中华文学选刊奖
- 《象母怨》获“首届冰心儿童文学新作大奖”
- 《疯羊血顶儿》被评为《巨人》杂志“1995年度最受欢迎的作品”
- 《混血豺王》获“第四届宋庆龄儿童文学提名奖”
- 《保姆蟒》被评为台湾行政院新闻局1996年金鼎奖推荐优良图书，台湾行政院新闻局第十四次推介中小学生优良课外读物
- 他的作品三次被台湾儿童文学会、《国语日报》、《民生报》、《儿童日报》和《幼狮少年》评为“‘好书大家读’年度优秀少年儿童读物奖”

## 主要作品
- 《天鹅历险记》小说集 2014年1月 吉林出版集团有限责任公司
- 《大羊驼和美洲豹》小说集 2014年1月 吉林出版集团有限责任公司
- 《第七条猎狗》 小说集 1985年1月 中国少年儿童出版社出版 共收作者8个短篇
- 《退役军犬黄狐》 中篇小说 1988年6月 云南少年儿童出版社出版
- 《一只猎雕的遭遇》 长篇小说 1990年10月 江苏少年儿童出版社出版
- 《狼王梦》 长篇小说 1990年11月 上海少年儿童出版社出版
- 《猎狐》 中篇小说 1991年2月 上海少年儿童出版社出版
- 《盲孩与弃狗》 长篇小说。1992年3月 湖南少年儿童出版社出版
- 《沈石溪动物小说自选集》 小说集 1992年6月 重庆出版社出版
- 《圣火——沈石溪获奖作品集》 小说集 1992年8月 云南人民出版社出版
- 《老鹿王哈克》 小说集 由台北国际少年村出版
- 《双面猎犬》 长篇小说 2010年8月1日 浙江少年儿童出版社
- 《残狼灰满》 中篇小说 1994年9月 上海少年儿童出版社出版
- 《象王泪》 小说集 1994年10月 安徽少年儿童出版社出版
- 《保姆蟒》小说集1995年12月 台北《民生报》出版公司出版
- 《疯羊血顶儿》 长篇小说 1995年12月 上海少年儿童出版社出版
- 《野猪囚犯》 小说集 1996年8月 福建少年儿童出版社出版
- 《沈石溪动物故事系列》 小说集 1996年9月 四川少年儿童出版社出版
- 《沈石溪动物小说文集》 文集 1997年7月 江苏少年儿童出版社出版
- 《沈石溪动物小说获奖作品集》 云南美术出版社
- 《狼妻》 中篇小说 1997年9月 台北国语日报出版中心出版
- 《牧羊犬阿甲》 小说集 1997年10月 台湾光复书局出版
- 《豺狼拥抱》 小说集 1998年2月 安徽少年儿童出版社出版
- 《当保姆的蟒蛇》 小说集 1998年7月 天津新蕾出版社出版
- 《鸟奴》 中篇小说 1998年12月 台北国语日报出版中心出版
- 《沈石溪动物小说获奖作品集》 小说集 1998年12月由云南美术出版社出版
- 《金狮王动物小说丛书》 2001年9月 新蕾出版社（《红奶羊》《独狼》《狮王退位以后》《混血豺王》《大拼搏》《狗的天堂》《马戏团的动物明星》《虎女金叶子》）
- 《雪豹悲歌》2009年10月 浙江少年儿童出版社
- 《雪域豹影》2011年12月 人民邮电出版社